# برونو واله
برونو واله (انگلیسی: Bruno Vale؛ زادهٔ ۸ آوریل ۱۹۸۳) بازیکن فوتبال اهل پرتغال است.
از باشگاه‌هایی که در آن بازی کرده‌است می‌توان به باشگاه فوتبال پورتو بی، باشگاه فوتبال بلننسس، باشگاه فوتبال لیریا، باشگاه فوتبال ویتوریا ستوبال، باشگاه فوتبال پورتو، باشگاه فوتبال وارزیم، و باشگاه فوتبال آپولون لیماسول اشاره کرد.
وی همچنین در تیم‌های ملی فوتبال زیر ۱۵ سال پرتغال، زیر ۱۶ سال پرتغال، زیر ۱۷ سال پرتغال، زیر ۱۹ سال پرتغال، زیر ۲۰ سال پرتغال، زیر ۲۱ سال پرتغال، زیر ۲۳ سال پرتغال، و پرتغال بازی کرده‌است.